# Мушкатівка (річка)
Мушкатівка — річка в Україні, у Жмеринському та Шаргородському районах Вінницької області. Ліва притока Мурашки (басейн Дністра).

## Опис
Довжина річки приблизно 17 км. Висота витоку над рівнем моря — 342 м, висота гирла — 225 м, падіння річки — 117 м, похил річки — 6,89 м/км. Формується з багатьох безіменних струмків та 4 водойм.

## Розташування
Бере початок на південно-східній стороні від села Варжинка. Спочатку тече на південний схід через село Пасинки, а потім повертає на південний захід і в селі Носиківка впадає в річку Мурашку, праву притоку Мурафи.